# Christoph Gruber
Pour les articles homonymes, voir Gruber.
Christoph Gruber, né le 25 mars 1976 à Schwaz, est un skieur alpin autrichien, polyvalent, avec une prédilection pour le super G, où il remporte quatre victoires dans la Coupe du monde. Il gagne aussi un slalom géant dans l'élite. Ses autres résultats incluent une quatrième place aux Championnats du monde 2007 en super G, une cinquième place aux Jeux olympiques de 2002 en slalom géant, deux titres de champion du monde junior, ou encore une victoire finale en Coupe d'Europe.

## Biographie
Membre du club de Turnerschaft Schwaz, dès le départ, il entre dans l'équipe nationale en 1993. Il se révèle en 1995, où il devient champion d'Autriche junior, puis vainqueur d'une manche dans la Coupe d'Europe, et enfin double champion du monde de slalom géant et combiné. Son premier titre national sénior intervient en 1997 dans le combiné, puis effectue une bonne saison en Coupe d'Europe, remportant le classement spécifique du super G.
Il fait ses débuts dans la Coupe du monde en décembre 1998 à Aspen, se classant quatorzième du super G.
Il jongle toujours pendant deux saisons avec la Coupe d'Europe, qu'il remporte en 2000, avec une victoire sur une descente. 
À partir de 2000-2001, il se consacre uniquement à la Coupe du monde, pour rapidement entrer dans le top dix à Lake Louise (sixième du super G). Lors de la course suivante à Beaver Creek, il finit sur son premier podium avec une troisième place en super G. Il s'illustre aussi sur une autre discipline, le slalom géant, pour remporter la manche de Bormio, ce qui contribue à sa deuxième place au classement de la spécialité en fin de saison. Il continue la saison avec une bonne forme, gagnant aussi le super G de Garmisch-Partenkirchen devant Hermann Maier. Il se loupe cependant aux Championnats du monde 2001, où il retrograde au douzième rang au slalom géant après une deuxième place sur la première manche et est 19e super G. En revanche, il est à son avantage aux Jeux olympiques de Salt Lake City en 2002, où il conclut le super G au septième rang et le slalom géant au cinquième rang. 
Si l'hiver suivant, il est au mieux quatrième en Coupe du monde, il réalise la meilleure progression sur une deuxième manche de course technique avec 26 rangs gagnés pour se retrouver quatrième à Alta Badia. Un an plus tard, il effectue le même bond de places, pour se retrouver troisième à Val d'Isère et renouer avec le podium. De même en 2004, il est classé dans le top vingt mondial et décroche un nouveau podium.
En 2004-2005, son début de saison lui apporte peu de points pour la Coupe du monde, avant un retour dans le top dix au mois de janvier, puis sur le podium à la descente de Wengen et enfin une première victoire depuis 4 ans sur sa piste fétiche de Garmisch-Partenkirchen en super G. Il est cependant seulement choisi pour le slalom géant aux Championnats du monde à Bormio pour se retirer avant la deuxième manche.
En 2006, alors qu'il peine à se faire une place parmi les meilleurs, il obtient son seul top dix de l'hiver en simplement gagnant de nouveau le super G de Garmisch-Partenkirchen, ce qui l'assure une participation dans cette discipline aux Jeux olympiques de Turin (19e). Il reste inconstant lors de la saison 2006-2007, malgré un podium sur la descente de Val Gardena, avant de réussir sa meilleure performance dans les rendez-vous majeurs, aux Championnats du monde à Åre, où il finit à un centième du troisième Bruno Kernen et à égalité avec Didier Cuche sur le super G.
En 2007-2008, il monte sur ses deux derniers podiums dans la Coupe du monde, pour porter son bilan à quatorze, gagnant sa cinquième manche à Whistler en super G et terminant troisième à Beaver Creek.
En 2009, même si sélectionné pour la descente des Mondiaux de Val d'Isère, il échoue à briller dans la Coupe du monde (54e) et au mieux sixième sur un slalom géant.
En 2010, il chute lourdement en compétition sur la piste du Lauberhorn, causant de multiples blessures à la jambe et une commotion cérébrale, ce qui met un terme à sa saison. Il annonce quelques mois plus tard la fin de sa carrière de skieur pour souhaiter devenir pilote d'avion professionnel.

## Palmarès

### Jeux olympiques d'hiver
| Épreuve / Édition | Salt Lake City 2002 | Turin 2006 |
| Descente          | 20e                 |            |
| Super G           | 7e                  | 19e        |
| Slalom géant      | 5e                  |            |

### Championnats du monde
| Épreuve / Édition | Sankt Anton 2001 | Saint-Moritz 2003 | Bormio 2005 | Åre 2007    | Val d'Isère 2009 |
| Descente          |                  |                   |             |             | Abandon          |
| Slalom géant      | 12e              |                   | Abandon     | Disqualifié |                  |
| Super G           | 19e              | 14e               |             | 4e          |                  |

### Coupe du monde
- Meilleur classement général : 11e en 2001 et 2002.
- 14 podiums, dont 5 victoires (4 en super G, 1 en slalom géant).
- 1 victoire en compétition par équipes.

#### Détail des victoires
| Édition / Épreuve | Super G                | Slalom géant |
| 2000-2001         | Garmisch-Partenkirchen | Bormio       |
| 2004-2005         | Garmisch-Partenkirchen |              |
| 2005-2006         | Garmisch-Partenkirchen |              |
| 2007-2008         | Whistler's             |              |

#### Classements détaillés
| Saison/Classement | Général | Descente | Super G | Slalom géant | Combiné |
| Saison/Classement | Class.  | Class.   | Class.  | Class.       | Class.  |
| ----------------- | ------- | -------- | ------- | ------------ | ------- |
| 1999              | 60e     | -        | 22e     | -            | -       |
| 2000              | 75e     | -        | 43e     | 27e          | -       |
| 2001              | 11e     | 29e      | 2e      | 12e          | -       |
| 2002              | 11e     | 23e      | 8e      | 10e          | -       |
| 2003              | 14e     | 24e      | 6e      | 9e           | 9e      |
| 2004              | 15e     | 17e      | 11e     | 10e          | 20e     |
| 2005              | 13e     | 9e       | 12e     | 27e          | 7e      |
| 2006              | 23e     | 21e      | 9e      | 28e          | 19e     |
| 2007              | 17e     | 11e      | 7e      | 91e          | 36e     |
| 2008              | 12e     | 20e      | 5e      | 14e          | -       |
| 2009              | 54e     | 28e      | 33e     | 30e          |         |
| 2010              | 119e    | 56e      | 42e     | -            | -       |

### Championnats du monde junior
- Voss 1995 :
  -  Médaille d'or du slalom géant.
  -  Médaille d'or du combiné.

### Coupe d'Europe
- Gagnant du classement général en 2000.
- Premier du classement de super G en 1998.
- 17 podiums, dont 6 victoires.